# Helen Twelvetrees
Helen Twelvetrees, nata Helen Marie Jurgens (Brooklyn, 25 dicembre 1908 – Harrisburg, 13 febbraio 1958), è stata un'attrice statunitense, considerata una star nei primi anni del cinema sonoro.
Ebbe come partner, tra gli altri, Clark Gable e John Barrymore. Morì suicida a 49 anni.

## Biografia
Nacque e crebbe a Brooklyn, dove frequentò la scuola pubblica, e poi a Flatbush, dove si era trasferita la famiglia e dove nacque suo fratello. Dopo il diploma al Brooklyn Heights Seminary, si iscrisse all'Art Students League di New York dove rimase per un anno prima di entrare all'American Academy of Dramatic Arts. In quel periodo, incontrò l'attore Clark Twelvetrees, che sposò nel 1927. Adottò il nome del marito, usandolo come suo nome d'arte.

### Carriera
Fu una delle prime attrice americane a recitare in un film australiano. Nel 1936, si recò in Australia per interpretare la parte della protagonista in Thoroughbred, un film ambientato nel mondo delle corse di cavalli della Melbourne Cup.

## Premi e riconoscimenti
Nel 1929, entrò a far parte delle tredici vincitrici del concorso annuale WAMPAS Baby Stars. 
Per il suo contributo all'industria cinematografica, le è stata assegnata una stella sulla Hollywood Walk of Fame al 6263 di Hollywood Boulevard.

## Filmografia
- The Ghost Talks, regia di Lewis Seiler (1929)
- Blue Skies, regia di Alfred L. Werker (1929)
- Words and Music, regia di James Tinling (1929)
- The Grand Parade
- Il trapezio della morte (Swing High), regia di Joseph Santley (1930)
- La stella della Taverna Nera (Her Man), regia di Tay Garnett (1930)
- The Cat Creeps, regia di Rupert Julian e John Willard (1930)
- The Painted Desert, regia di Howard Higgin (1931)
- Millie, regia di John Francis Dillon (1931)
- A Woman of Experience
- Bad Company, regia di Tay Garnett (1931)
- La sperduta di Panama (Panama Flo), regia di Ralph Murphy, Tay Garnett (1932)
- Young Bride, regia di William Seiter (1932)
- Giuro di dire la verità
- Is My Face Red?
- Unashamed
- Papà cerca moglie (A Bedtime Story), regia di Norman Taurog (1933)
- Sedotta (Disgraced!), regia di Erle C. Kenton (1933)
- My Woman
- King for a Night
- All Men Are Enemies, regia di George Fitzmaurice (1934)
- Now I'll Tell
- Porte chiuse (She Was a Lady), regia di Hamilton MacFadden (1934)
- One Hour Late
- Times Square Lady
- She Gets Her Man
- The Spanish Cape Mystery
- Frisco Waterfront
- Thoroughbred, regia di Ken G. Hall (1936)
- Hollywood Round-Up
- Persons in Hiding
- Unmarried, regia di Kurt Neumann (1939)